# Tibellus elongatus
Tibellus elongatus är en spindelart som beskrevs av Benoy Krishna Tikader 1960. Tibellus elongatus ingår i släktet Tibellus och familjen snabblöparspindlar. Inga underarter finns listade i Catalogue of Life.